# Реција
Реција (лат. Raetia — Ретија) била је римска провинција која се налазила на подручју централне и источне Швајцарске, Форалберга и Тирола у Аустрији и јужне Баварске у Немачкој. Најзначајњи град је био Августа Винделикорум (Augusta Vindelikorum), данашњи Аугсбург.

## Назив
Главна маса Ретина , везана, по свој прилици, за италијанске Расене или Етрурце, заузела је планинску земљу између Норика, Хелвеције, Св. Готарда, Боденског језера и долине реке Ин, насељена племенима Камуњана, Ленонтинаца, Веностијана, Бриксенција, Мезијанаца, Еуганејаца, Тридентинаца и других Северно од њих живели су Винделијци. Становништво Реције се бавило сточарством, винарством и донекле пољопривредом.

## Историја
Године 15. п.н.е. Римска влада одлучила је да обезбеди северну границу Италије. Августови посинци, Тиберије и Децим Клаудије Нерон (први преко Хелвеције, други из Италије, долином реке Адиђе), извршили су инвазију на Рецију и у једном летњем походу ставили тачку на очајничку одбрану, храбрих али лоше организована племена. Многи људи је убијено и продато у ропство; У циљу романизације региона, део преосталог становништва је исељен и замењен поузданим колонистима. Истовремено, постављени су најважнији путеви у трговачком и стратешком смислу који су повезивали главне тачке северне Италије са Горњим Дунавом, Боденским језером и источном Швајцарском.
Центар римске администрације и културе постао је град Аугсбург на Леху, где су се спајали путеви из Италије. Један од њих је отишао из Нове Коме у Кијавену и Чура у Бригантију на Боденском језеру, а одатле у Аугсбург; други од Аквилеје преко Карнијских Алпа до Велдидене (Вилден) на реци Ин у Рецији; Овде се састајао са трећим и најважнијим путем од Вероне до Триента, долином реке Адиђе, затим Бренером, долином Ин и Баварским Алпима до Велдидене и Аугсбурга. Овај пут је 47. године завршио цар Клаудије и продужио га до Горњег Дунава; По његовом имену постала је позната као Виа Клаудиа. Око 70. године н.е., прва ретска коњичка кохорта је регрутована од становника Реције.
Ретијом су управљали нижи чиновници потчињени цару: било је опасно поверити јак одред који је окупирао провинцију и чувао комуникације Италије са севером човеку из сенатске „партије“. Реција је административно била подељена на Раетиа прима, односно праву Раетиа, и Раетиа сецунда, или Винделицију. Главни градови првог су Куриа Раеторум, Тридентум, Клавена, Билитиа, Баузанум.
Планински ланац Ретикон је добио име по Рецији.